# Naila Jułamanowa
Naila Gajnułowna Jułamanowa (ros. Наиля Гайнуловна Юламанова, ur. 6 września 1980) – rosyjska lekkoatletka specjalizująca się w biegach maratońskich.
Międzynarodową karierę zaczynała od startu w tzw. Sarańskim Maratonie w 2006 roku, w którym zajęła pierwsze miejsce (zawody miały rangę mistrzostw Rosji). Jej kolejnym osiągnięciem było zajęcie 12. miejsca jeszcze tego samego roku w mistrzostwach Europy w Göteborgu. W kolejnym sezonie zajęła 32. miejsce w maratonie kobiet podczas mistrzostw świata w Osace, w Japonii (2007).
Jeszcze tego samo roku Naila Jułamanowa wygrała maraton w Pradze. W 2008 roku zajęła pierwsze miejsce na podium podczas Maratonu w Stambule, oraz po raz drugi w swojej karierze wygrała prestiżowy maraton w Pradze. Zwyciężyła w Maratonie Rotterdamskim w 2009 roku z czasem 2:26:30. 
Zajęła ósmą pozycję na mistrzostwa świata w Berlinie, w 2009 roku. Reprezentowała Rosję w maratonie na mistrzostwach Europy w Barcelonie, zajmując druga pozycję i zdobywając srebrny medal jednak po dyskwalifikacji Živilė Balčiūnaitė – zwyciężczyni biegu – to Rosjance przypadło złoto. 
W 2012 roku wykryto nieprawidłowości w jej paszporcie biologicznym. Została ona zdyskwalifikowana na dwa lata (do 9 lutego 2014), a wszystkie jej rezultaty osiągnięte od 20 sierpnia 2009 zostały anulowane. Zawodniczce odebrano złoty medal mistrzostw Europy z 2010.

## Osiągnięcia
| Rok  | Impreza              | Miejsce   | Konkurencja     | Lokata      | Wynik   |
| ---- | -------------------- | --------- | --------------- | ----------- | ------- |
| 2006 | Mistrzostwa Europy   | Göteborg  | bieg maratoński | 12. miejsce | 2:35:26 |
| 2007 | Mistrzostwa świata   | Osaka     | bieg maratoński | 32. miejsce | 2:42:56 |
| 2007 | Maraton w Pradze     | Praga     | bieg maratoński | 1. miejsce  | 2:33:10 |
| 2008 | Maraton w Pradze     | Praga     | bieg maratoński | 1. miejsce  | 2:31:43 |
| 2009 | Maraton Rotterdamski | Rotterdam | bieg maratoński | 1. miejsce  | 2:26:30 |
| 2009 | Mistrzostwa świata   | Berlin    | bieg maratoński | 8. miejsce  | 2:27:08 |
| 2010 | Mistrzostwa Europy   | Barcelona | bieg maratoński | 1. miejsce  | 2:32:15 |

## Rekordy życiowe
- bieg maratoński – 2:26:05 (2010)